# Detharding (Familie)
Detharding ist der Name einer deutschen Mediziner-, Theologen- und Juristenfamilie, die ursprünglich aus der Gegend von Herford in Westfalen stammt. Weitere Namensformen waren anfangs u. a. auch Deiterding, Theiterding oder Deterding.

## Geschichte
Jodocus Detharding war der erste Namensträger, der im 16. Jahrhundert auf Urkunden nachweisbar ist. Die über 300-jährige Familiengeschichte brachte sieben Generationen von Ärzten hervor, die ab etwa 1565 bis zum Ende des 19. Jahrhunderts in Mecklenburg, speziell in Rostock, sowie in Pommern wirkten und dank ihrer Kenntnisse sehr angesehen waren. Den männlichen Nachkommen wurden in der Familie möglichst die gleichen oder zumindest ähnliche Vornamen gegeben. Die Stadt Rostock benannte in Erinnerung an die Gelehrtenfamilie und ihr Wirken an der Rostocker Universität die Dethardingstraße nach der Familie.

## Familienmitglieder (Auswahl, genealogisch sortiert)
- Jodokus Detharding (um 1529 – um 1587), Pastor
  - Barthold Detharding (1535–1577), Theologe
    - Michael Detharding (1565–1625), Mediziner
      - Georg Detharding (Apotheker) (1604–1650), Apotheker
        - Georg Detharding (Mediziner, 1645) (1645–1712), Mediziner
          - Georg Detharding (Mediziner, 1671) (1671–1747), Mediziner
            - Georg Christoph Detharding (1699–1784), Mediziner
              - Georg Detharding (Theologe) (1727–1813), lutherischer Theologe
                - Georg Detharding (Geistlicher) (1759–1825), lutherischer Geistlicher

              - Georg Christoph Detharding der Jüngere (1730–1789), Mediziner
                - Georg Gustav Detharding (1765–1838), Mediziner und Botaniker
                  - Georg Wilhelm Detharding (Mediziner) (1797–1882), Mediziner

            - Georg Wilhelm Detharding (Jurist) (1701–1782), Jurist und Bürgermeister
            - Georg August Detharding (1717–1786), Rechtsgelehrter und Historiker